# Вега-Альта-дель-Сегура
Вега-Альта-дель-Сегура (исп. Vega Alta del Segura) — район (комарка) в Испании, входит в провинцию Мурсия. Создан региональным советом Мурсии в 1980 году, состоит из 3 муниципалитетов. Расположен к северу от Валье-де-Рикоте и к югу от Альтиплано.
Население — 54 491 житель (на 2019 год), основная сфера занятости — сельское хозяйство.

## Муниципалитеты
| Муниципалитет | Население, чел. | Площадь, км² | Плотность, чел./км² |
| ------------- | --------------- | ------------ | ------------------- |
| Сьеса         | 34 988          | 365,1        | 95,83               |
| Абаран        | 12 964          | 114,94       | 112,79              |
| Бланка        | 6 539           | 87,7         | 74,56               |

## Демография

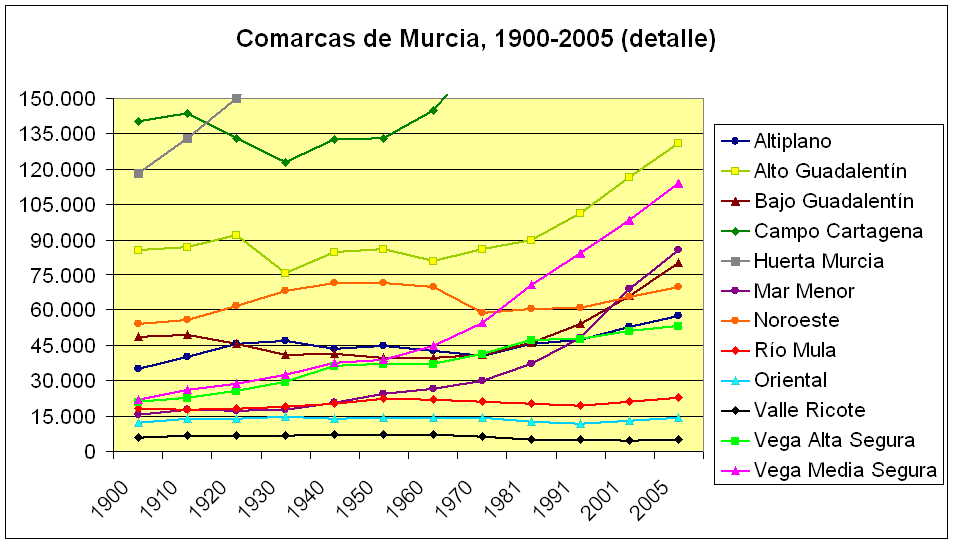
Население Вега-Альта-дель-Сегура (зелёная линия) по сравнению с другими комарками Мурсии
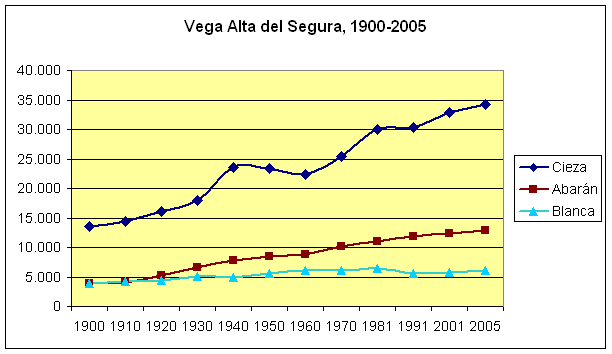
Население муниципалитетов Вега-Альта-дель-Сегура, 1900—2005.